# Amalie Arena

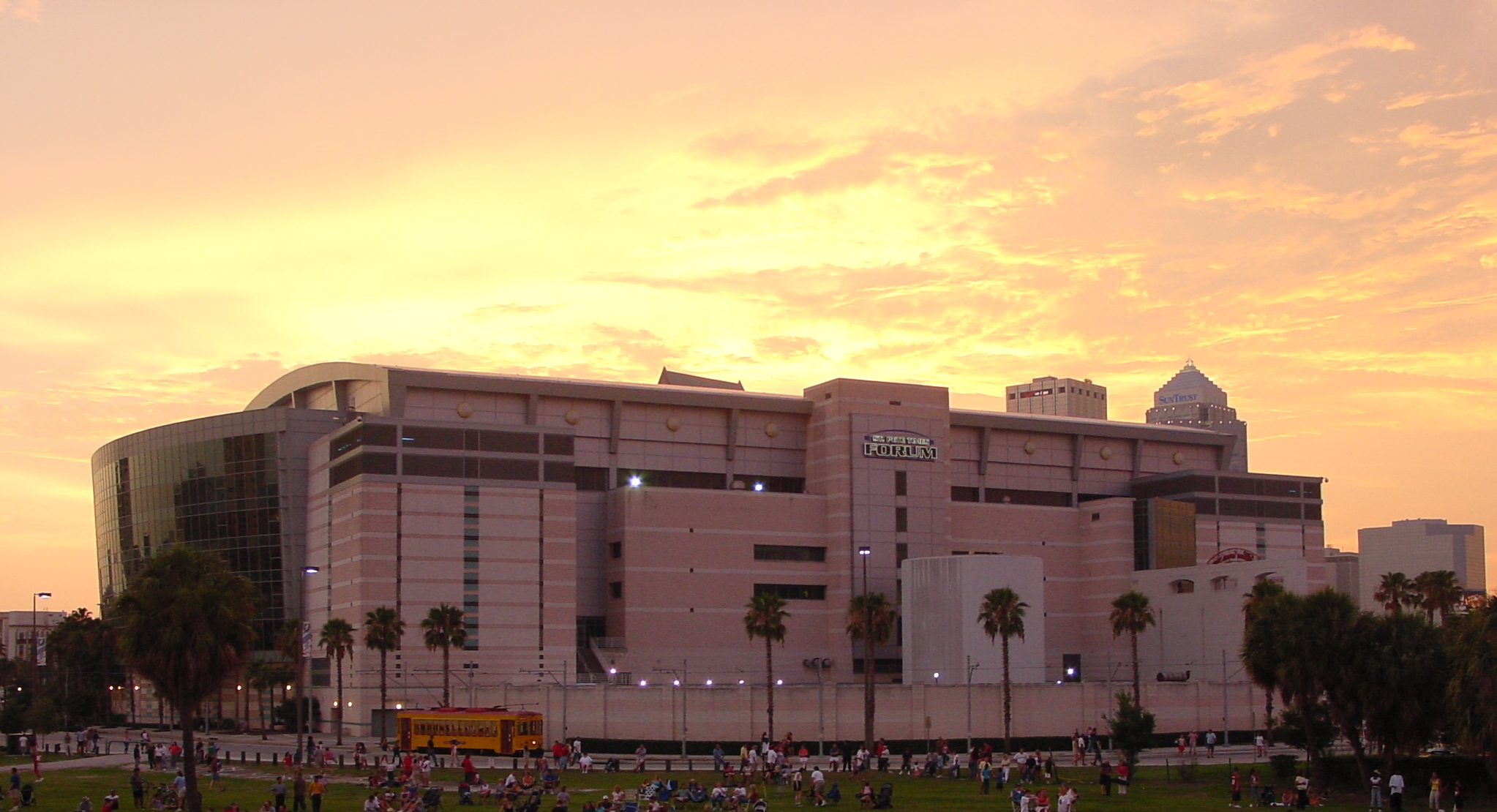
Amalie Arena.

Amalie Arena (tidigare kallad Ice Palace, St. Petersburg Times Forum och Tampa Bay Times Forum), är en arena i Tampa i Florida i USA, med plats för cirka 26 000 åskådare. Arenan används för ishockey, basket, amerikansk fotboll och konserter och är mest känd som hemmaarena för Tampa Bay Lightning i National Hockey League (NHL).
Arenan stod färdig 1996 och ritades av Ellerbe Becket.